# عدالة مناخية

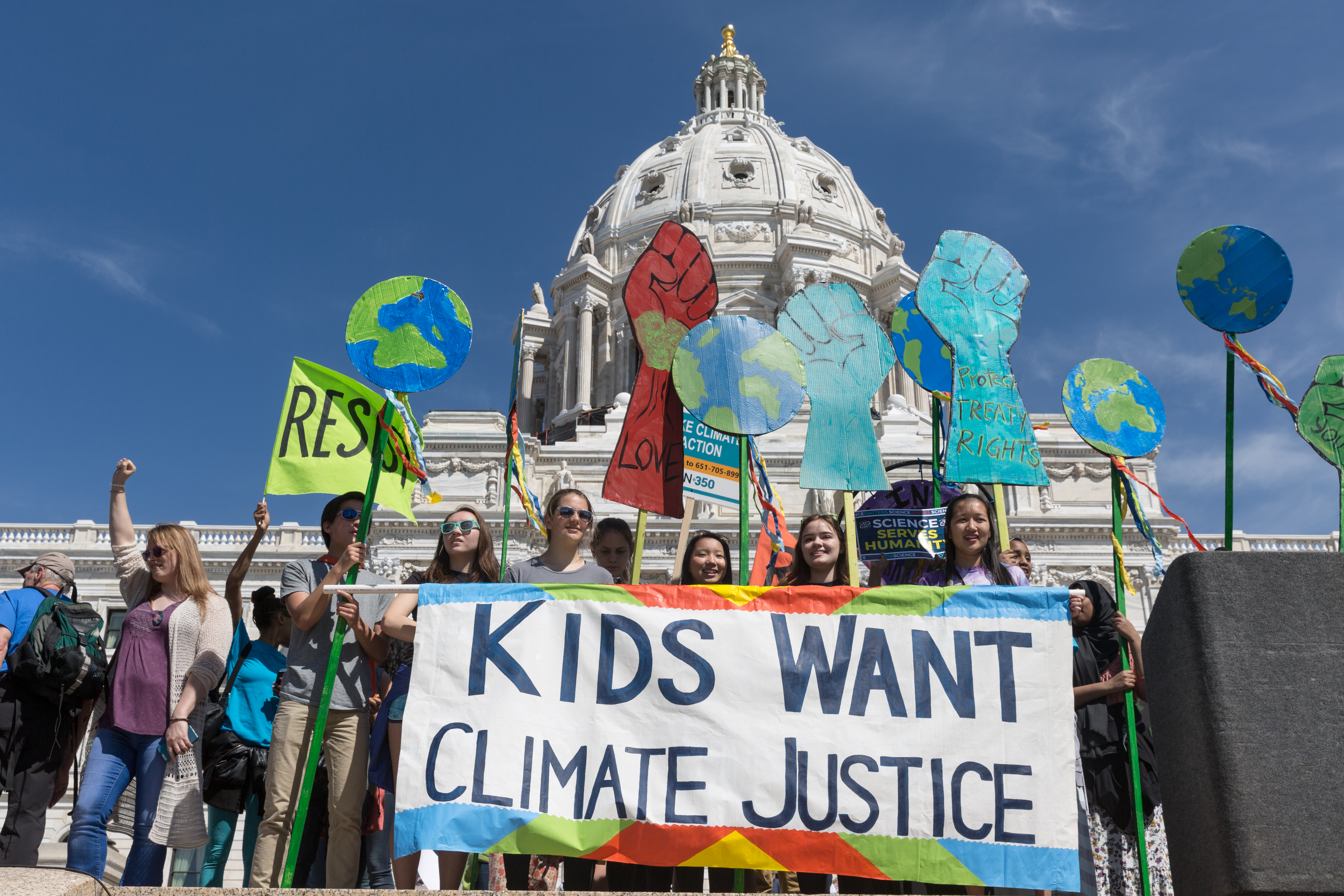

العدالة المناخية هي مصطلح يُستخدم لتأطير مسألة الاحتباس الحراري ضمن إطار القضايا والمشاكل السياسية والأخلاقية، بدلًا من كونه قضية بيئية أو فيزيائية بحتة في الطبيعة. يحدث ذلك عبر ربط تأثيرات الاحتباس الحراري مع مبادئ العدالة، تحديدًا العدالة البيئية والعدالة الاجتماعية، وعن طريق استكشاف بعض القضايا الناجمة عن الاحتباس الحراري مثل المساواة وحقوق الإنسان والحقوق الجماعية والمسؤوليات التاريخية. إحدى الأمور الأساسية التي تطرحها العدالة المناخية هي أن أقل الأشخاص اهتمامًا بالاحتباس الحراري سيعانون من أشد العواقب وأخطرها.
يُستخدم مصطلح العدالة المناخية للإشارة إلى الدعاوى القانونية الحقيقية التي تعالج مشاكل الاحتباس الحراري. في عام 2017، أحصى تقرير من طرف برنامج الأمم المتحدة للبيئة 894 دعوى قضائية في جميع أنحاء العالم. في نهاية عام 2018، بدأت سلسلة من الإضرابات في المدارس من أجل المناخ والاحتباس الحراري، استلهمت جميعها من الإضراب المدرسي الأول لغريتا تونبرغ في السويد.

## تاريخ المصطلح
في عام 2000، أثناء فترة توقيع اتفاقية الأمم المتحدة الإطارية بشأن التغير المناخي، وقعت أول قمة للعدالة المناخية في لاهاي. سعت تلك القمة إلى «التأكيد على أن التغير المناخي مسألة حقوق» وإلى «بناء تحالفات عابرة للدول والحدود» ضد التغير المناخي في سبيل النمو المستدام.
لاحقًا، بين شهري أغسطس وسبتمبر عام 2002، التقت مجموعات البيئة الدولية في جوهانسبرغ لحضور قمة الأرض. خلال تلك القمة، والتي عُرفت أيضاً باسم Rio+10، حيث عُقدت بعد عشرات سنوات من قمة الأرض لعام 1992 (دُعيت بقمة ريو)، تبنت الجماعات الحاضرة ما عُرف بمبادئ بالي للعدالة المناخية.
في عام 2004، شُكلت مجموعة دوربان للعدالة المناخية في اجتماع دولي في مدينة دوربان في جنوب أفريقيا. في تلك القمة، ناقش ممثلو المنظمات غير الحكومية وحركات الناشطين السياسات الواقعية لمواجهة مسألة الاحتباس الحراري.
في مؤتمر بالي عام 2007، تأسس تحالف دولي باسم العدالة المناخية الآن!، وفي عام 2008، ركز المنتدى الإنساني العالمي على العدالة المناخية خلال لقائه الافتتاحي في جنيف.
في عام 2009، تأسست شبكة دعوى العدالة المناخية أثناء التحضير لقمة كوبنهاغن. اقترحت الشبكة العصيان المدني والعمل المباشر خلال القمة، واستخدم الكثير من الناشطين المناخيين الشعار «تغيير النظام لا تغيير المناخ».
في شهر أبريل من عام 2010، انعقد المؤتمر الشعبي العالم حول التغير المناخي في تيكويبايا في بوليفيا. استضافت الحكومة البوليفية الاجتماع العالمي للمجتمع للمدني والحكومات. نشر المؤتمر نداء «الاتفاقية الشعبية»، من بين أمور أخرى، لتحصيل المزيد في مجال العدالة المناخية.
في شهر ديسمبر عام 2018، وقّع 292 ألف فرد و366 منظمة على «المطالب الشعبية للعدالة المناخية»، ودعوا مندوبي الحكومة في مؤتمر الأمم المتحدة للتغير المناخي عام 2018 إلى الانصياع للمطالب الست المتعلقة بالعدالة المناخية.

## التأثير متفاوت
ستتأثر الجماعات الأقل حظاً والمتضررة من الأثر المتفاوت للتغير الحراري طالما استمر الأخير بالوجود. ستتأثر تلك المجموعات جراء التباينات الناجمة عن السمات الديموغرافية، مثل الاختلافات الجندرية والعرقية والإثنية والعمرية والفروق في الدخل المادي. يزيد عدم المساواة تعرض المجموعات الأقل حظاً للتأثيرات السلبية والمؤذية للتغير المناخي، بالإضافة إلى تزايد حساسية تلك الجماعات تجاه الأثر المدمر للتغير المناخي. تنجم مشكلة الأثر المدمر للتغير المناخي من كون الجماعات الأقل حظًا هي آخر من يحصل على المساعدات الطارئة، ونادرًا ما تندرج تلك الجماعات في عملية التخطيط من أجل التصدي لتأثيرات التغير المناخي، سواء على المستويات المحلية أو القطرية أو الدولية.
في تقرير التقييم المناخي الدولي الرابع التابع للجنة الدولية للتغيرات المناخية، وجد أن الأفراد والمجتمعات من أصحاب الدخل المنخفض أكثر عرضة للمخاطر البيئية والتلوث. لكن المشكلة في هذا التأثير المتفاوت أن المجتمعات ذات الدخل المنخفض تحتاج وقتًا أطولًا للتعافي وإعادة الإعمار عقب تعرضها للكوارث الطبيعية. ستتأثر الجماعات ذات الدخل المنخفض بالاحتباس الحراري المتزايد جراء التغير المناخي لأن الثروة إحدى عوامل تحديد قدرة المرء على التصدي لدرجات الحرارة الأدفى والأكثر ارتفاعًا. ما يعني أن الأفراد ذوي الدخل الأعلى (أو الثروة الأكبر) قد يستطيعون تأمين الموارد الكافية لمساعدتهم على التكيف أو التعامل مع درجات الحرارة المتزايدة، بينما لن يتمكن أصحاب الدخل المنخفض من توفير الموارد ذاتها. بالإضافة لذلك، يُتاح للمجتمعات ذات الدخل المنخفض الوصول إلى مقدار أقل من المعلومات، ما يصعّب عملية التحضير والتجهيز لتأثيرات التغير المناخي.
تكون المجتمعات الحاوية على أفراد ملونين ونساء ومجموعات السكان الأصلية وأصحاب الدخل المنخفض أكثر عرضة، بشكل متزايد، للتأثيرات السلبية للتغير المناخي. ستتأثر تلك المجموعات بشكل متفاوت جراء موجات الحر وجودة الهواء وعوامل الطقس الشديدة. وُجد أن عددًا أكبر من الأقليات العرقية والإثنية في الولايات المتحدة تعيش في مناطق منخفضة عن سطح الأرض مقارنة بأصحاب البشرة البيضاء، ما يُظهر التأثير المتفاوت باعتبار أن تلك المناطق المنخفضة أكثر عرضة لخطر الطوفان. النساء أيضًا من الجماعات الأقل حظًا فيما يخص الاحتباس الحراري، فالنساء تتأثرن بالتغير الحراري بشكل مختلف عن الرجال. ذلك ما يؤثر على قدرة الأقليات على التكيف إلا إذا اتُخذ إجراء ما يمكّن تلك الجماعات من الوصول إلى الموارد العالمية. تتأثر الجماعات الأصلية من السكان بعواقب التغير المناخي على الرغم من أنهم أقل فئة أسهمت في مشكلة الاحتباس الحراري. بالإضافة لذلك، يتأثر السكان الأصليون بشكل متفاوت لأسباب مثل الدخل المنخفض، ولا زال هؤلاء يحصلون على موارد أقل من أجل التعامل مع أزمة التغير المناخي.
إحدى السبل لتخفيف الأثر المتفاوت للتغير المناخي هو تحقيق العدالة المناخية هو إدراج الجماعات الأقل حظًا في عملية تخطيط وصنع السياسة، كي يتمكن هؤلاء الأفراد من تحديد مستقبلهم. سيساعد هذا الأمر مجموعات الأقليات في إمكانية الوصول إلى مزيد من الموارد كي تتمكن من التصدي والتخطيط للتغير المناخي. أوجدت الجمعية الوطنية للنهوض بالملونين برنامج العدالة المناخية والبيئية لدعم قادة المجتمع في التعرف على التأثير المتفاوت الواقع على جماعات الملونين وأصحاب الدخل المنخفض.

## أسباب التأثيرات المتفاوتة للتغير المناخي
تتحدد قدرة جماعة سكانية على تخفيف وطأة العواقب السلبية للتغير المناخي والتكيف معها من خلال عدة عوامل مثل الدخل والعرق والمرتبة الاجتماعية والجنس والتمثيل السياسي. فلا تمتلك مجتمعات أصحاب الدخل المنخفض أو مجتمعات الملونين سوى بضعة موارد كافية لهذا الغرض (هذا إن امتلكت أساسًا)، لذا تصبح هذه الجماعات تحديدًا عرضة لخطر التغير المناخي. يميل الناس الذين يعيشون في فقر أو في ظروف متزعزعة إلى عدم امتلاك موارد أو تغطية صحية كافية للتعافي من الكوارث البيئية. فوق ذلك، غالبًا ما تتلقى تلك الجماعات السكانية حصة غير عادلة من المساعدات أثناء الكوارث والمساعدة الطبية. وبالإضافة لذلك، لا يملك هؤلاء تمثيلًا كافيًا كي يتمكنوا من صنع القرار أو الانخراط في الإجراءات القانونية والسياسية المتعلقة بالتغير المناخي والبيئة الطبيعية.

## تفسيرات مثيرة للجدل
إحدى القضايا دائمة الحضور في المناقشات المتعلقة بالتغير المناخي هي مدى اعتبار الرأسمالية سببًا أو أساسًا للمشكلة. يقود هذا السؤال مرارًا إلى خلاف أساسي بين الجماعات البيئية المحافظة والليبرالية من جهة، والجماعات الراديكالية واليسارية من جهة أخرى. تميل الأخيرة إلى إلقاء اللوم على النيوليبرالية وإفراطها في قضية التغير المناخي بدلًا من إجراء إصلاحات في اقتصاد السوق، بينما تميل الأولى إلى اعتبار الرأسمالية، بسماتها الاستغلالية والاستثمارية، المشكلة الرئيسية التي تكمن وراء الاحتباس الحراري.